# John King (calciatore 1938)
John Allen King (Marylebone, 15 aprile 1938 – 30 marzo 2016) è stato un calciatore e allenatore di calcio inglese, di ruolo centrocampista.

## Carriera

### Giocatore
Ha giocato nella prima divisione inglese.

## Palmarès

### Allenatore

#### Competizioni nazionali
- FA Trophy: 1

Northwitch Victoria: 1983-1984
- English Football League Trophy: 1

Tranmere: 1989-1990